# Tharawal
Tharawal, nestalo pleme australskih Aboridžina koji su prvi puta otkriveni 1788. južno od Botany Baya u australskoj državi New South Wales. Kraj što su ga naseljavali nalazio se od Port Hackinga do Shoalhaven Rivera na površini od 1.200 četvornih km. Tharawali možda i danas imaju miješanih potomaka koji se sada služe engleskim ili aboridžinskim engleskim. Oblici njihovog imena su i Dharawal,  Ogranak i dijalekt: Wadiwadi (Wodiwodi).

## Ostali nazivi
Dharawaal, Darawa:l, Carawal (Pacific islands fonetski sistem, c = th), Turawal, Thurawal, Thurrawal, Thurrawall, Turu-wal, Turuwul, Turrubul, Turuwull, Ta-ga-ry (['tagara] = sjever), Five Islands tribe.

## Jezik
Thurawal, jezik plemena Tharawal pripadao je porodici Pama-Nyungan.

## Vanjske povweznice
- Tharawal (NSW)  Arhivirana inačica izvorne stranice od 21. studenoga 2008. (Wayback Machine)